# 대한민국 국회도서관
국회도서관(國會圖書館)은 국회의 도서 및 입법자료에 관한 업무를 처리하는 대한민국 국회의 소속기관이다. 서울특별시 영등포구 의사당대로 1 국회의사당에 위치하며, 관장은 차관급 정무직공무원으로 보한다. 현재 국회도서관 관장은 황정근이다.

## 설치 근거 및 소관 사무

### 설치 근거
- 「국회법」 제22조제1항[1]

### 소관 사무
- 도서관자료의 수집·정리·보존, 도서관서비스의 제공
- 의회 및 법률 정보의 조사·회답·제공
- 국회전자도서관의 구축·운영
- 국회 의정활동 관련 기록물의 수집·정리·보존·평가·활용
- 입법활동에 관한 국가 서지의 작성 및 표준화
- 국내외 입법지원기관, 다른 도서관 등과의 교류·협력
- 그 밖에 의정활동 지원을 수행하는 데 필요한 사무

## 연혁
- 1952년 2월 20일: 국회도서실 설치.
- 1955년 11월 16일: 국회도서관으로 승격.
- 1967년 7월 4일: 국제 도서관 연맹 가입.
- 1975년 9월 15일: 여의도로 청사 이전.
- 1981년 1월 29일: 국회사무처의 소속기관으로 개편.[2]
- 1988년 12월 29일: 독립기관으로 분리.[3]

## 조직

### 관장
기획관리관실
- 기획담당관실[5]
- 총무담당관실[5]

의회정보실
- 정치행정정보과[7]
- 경제사회정보과[7]
- 국외정보과[7]
- 공공정책정보과[7]

법률정보실
- 법률정보총괄과[7]
- 법률번역관리과[7]
- 외국법률정보과[7]
- 국내법률정보과[7]

정보관리국
- 전자정보정책과[7]
- 데이터융합분석과[7]
- 전자정보제작과[7]
- 정보기술개발과[7]

정보봉사국
- 자료수집과[7]
- 자료조직과[7]
- 열람봉사과[7]

국회기록보존소
- 기록정책과[7]
- 기록관리과[7]

## 소장 자료
장서 현황
- 일반도서 4,814,806책[10][11]
- 전자파일도서 1,438,733책
- 비도서 550,785점[12]
- 디지털콘텐츠 3,721,692건
- 정기간행물 26,990종[13]
- 신문 1,029종[14]

데이터베이스 현황
- 도서 1,756,357건
  - 일반도서 1,694,404건
  - 고서 3,303건
  - 세미나자료 55,115건
  - 해외소재한국관련자료 3.535건
- 석박사학위논문[15] 2,080,339건.
- 학술지 6,181,705건
  - 국내학술지[16] 4,922,350건
  - 국외학술지 1,259,355건
- 연속간행물 27,889건
  - 학술지 26,282건
  - 신문 1,607건
- 인터넷자료[17] 565,208건
- 외국법률DB[18] 11,263건
- 비도서자료[19] 464,965건

## 정원
국회도서관에 두는 공무원의 정원은 다음과 같다.
| 총계      | 총계              | 317명 |
| --------- | ----------------- | ----- |
| 정무직 계 | 정무직 계         | 1명   |
|           | 관장              | 1명   |
|           |                   |       |
| 일반직 계 | 일반직 계         | 316명 |
|           | 1급 이하 2급 이상 | 6명   |
|           | 3급 이하 5급 이상 | 85명  |
|           | 6급 이하          | 225명 |

## 갤러리

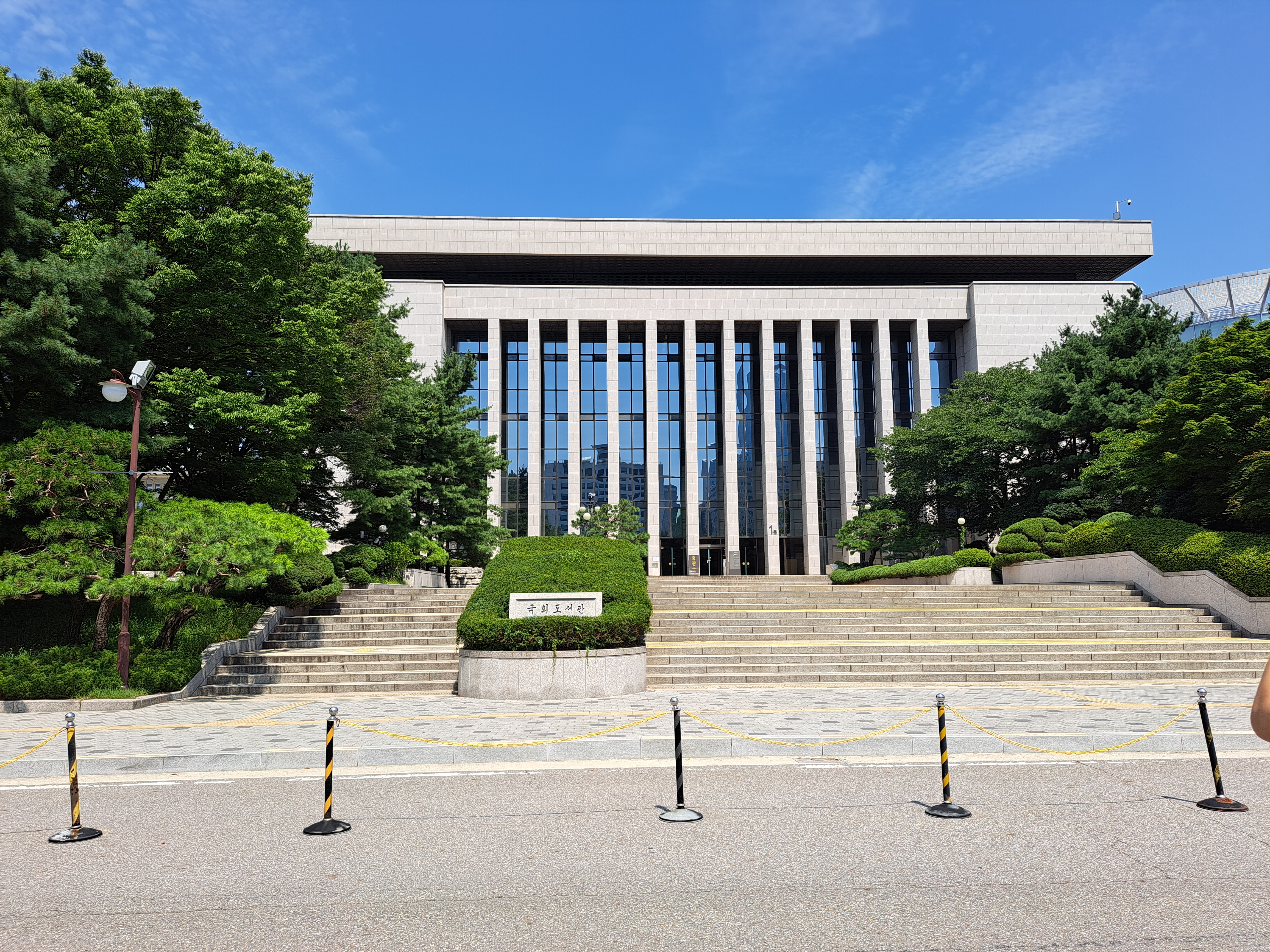
국회도서관 1문

## 같이 보기
- 국회도서관장
- 국립중앙도서관
- 뉴욕 월도프 아스토리아 호텔 게양 태극기 - 등록문화재 제381호